# مونوک (قرقیزستان)
مونوک (به لاتین: Monok) یک روستا در قرقیزستان است که در شهرستان قره‌سو (قرقیزستان) واقع شده‌است. مونوک ۵٬۰۲۰ نفر جمعیت دارد.